# 伊藤勇気
伊藤 勇気（いとう ゆうき、女性、1965年1月3日 - ）は、日本の元女子プロレスラー。宮崎県宮崎郡出身。血液型はB型。

## 経歴
高校卒業後、スーパータイガージムに入門。
ジャパン女子プロレス1期生として1986年8月17日の後楽園ホールにおける対ダーティー大和戦でデビュー。
キックやサブミッションを好んで使い、『新世代の旗手』と大きな期待を集めたが、負傷がちでタイトル戦線には絡むことができなかった。
1990年に引退。

## 得意技
- 浴びせ蹴り
- フライング・ネックブリーカー・ドロップ

## 関連書籍
- 『1997女子プロレス☆オールスター SUPER CATALOGUE』P92（1997年、日本スポーツ出版社)
- 『The JWP vol.V』（1989年、ジャパン女子プロレス パンフレット）